# The Red Pony
The Red Pony (Brasil: O Vale da Ternura ) é um filme norte-americano de 1949, do gênero drama, dirigido por Lewis Milestone e estrelado por Myrna Loy e Robert Mitchum.

## Produção
Um dos mais aclamados filmes da Republic Pictures e um dos melhores "filmes família" de Hollywood, The Red Pony é elogiado pela sua fotografia, a cargo do cinegrafista Tony Gaudio, e pela comovente—e famosa -- trilha sonora, composta por Aaron Copland.
O roteiro foi escrito por John Steinbeck, baseado em três de seus próprios contos: The Gift, The Promise e The Leader of the People. Essas histórias fazem parte da novela episódica The Red Pony, publicada pelo autor em 1937.
No elenco homogêneo, destacam-se Peter Miles, então com apenas dez anos, e Louis Calhern, como seu avô tagarela. Por outro lado, Beau Bridges aparece em um de seus primeiros papéis no cinema.
The Red Pony foi refeito para a televisão em 1973, com Henry Fonda e Maureen O'Hara. Nessa adaptação, o personagem de Mitchum, "Billy Buck", foi eliminado do roteiro.

## Sinopse
Tom leva uma vida solitária no rancho dos pais. Uma de suas poucas companhias é um pônei, que ele cria desde o nascimento. Quando o animal morre, Tom volta-se contra sua família, principalmente contra o pai, um homem da cidade que não se sente bem no campo. Mas Tom também é amigo do capataz Billy Buck, que tenta ajeitar as coisas.

## Elenco
| Ator/Atriz         | Personagem   |
| ------------------ | ------------ |
| Myrna Loy          | Alice Tiflin |
| Robert Mitchum     | Billy Buck   |
| Louis Calhern      | Vovô         |
| Shepperd Strudwick | Fred Tiflin  |
| Peter Miles        | Tom          |
| Margaret Hamilton  | Professora   |
| Patty King         | Jinx Ingals  |
| Jackie Jackson     | Jackie       |
| Beau Bridges       | Beau         |
| Nino Tempo         | Nino         |
| Tommy Sheridan     | Dale         |